# Tris(pentafluorofenyl)boran
Tris(pentafluorofenyl)boran (B(C6F5)3) je velmi silná Lewisova kyselina. Díky své kyselosti se často používá jako katalyzátor nebo reagent v mnoha organických i anorganických reakcích.

## Příprava
Příprava tohoto boranu byla poprvé popsána v roce 1963. Syntéza byla prováděna v ochranné dusíkové atmosféře, protože jak reaktanty, tak produkt jsou citlivé na vlhkost a vzdušný kyslík. Roztok n-butyl-lithia v pentanu byl za stálého míchání přidán k roztoku pentafluorofenylbromidu. Vzniklá suspenze byla ochlazena na −78 °C a poté k ní byl přidán chlorid boritý. Vzniklý chlorid lithný byl odfiltrován a produkt byl izolován jako bílá pevná látka odpařením pentanu. Čištění bylo provedeno sublimací při 150 °C ve vakuu.

## Vlastnosti a využití
Díky své velké Lewisovské kyselosti (jeho kyselost se pohybuje mezi BF3 a BCl3) tvoří množství aduktů, např. s trifenylfosfinem, ylidy fosforu, imidazolem a jeho deriváty, … Často je používán jako aktivační činidlo v Zieglerových–Nattových reakcích. Tvoří součást katalyzátorů při polymeracích α-olefinů, protože je schopen vytvořit anion odtržením alkylové skupiny z dialkylů metalocenů čtvrté skupiny periodické soustavy prvků. Pro tvorbu aniontů je také příznivá sterická objemnost fenylových skupin.